# 隱樸麗魚
隱樸麗魚，為輻鰭魚綱鱸形目隆頭魚亞目慈鯛科的其中一種，分布於非洲維多利亞湖流域，棲息深度21-48公尺，體長可達14.2公分，棲息在湖泊中底層水域，生活習性不明。

## 擴展閱讀
維基物種上的相關：隱樸麗魚